# Мэйнард, Роберт

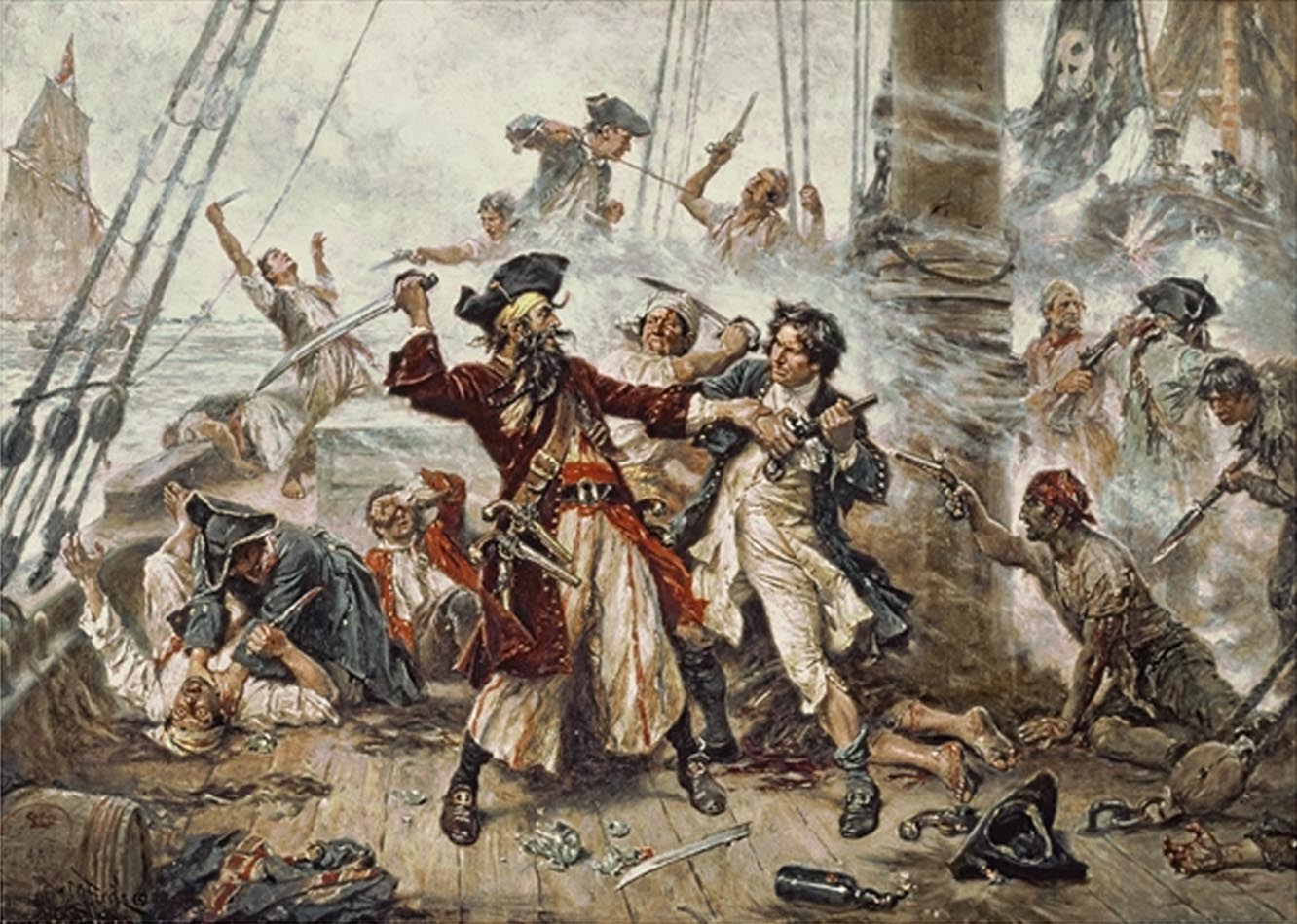
Захват пирата Чёрная Борода, 1718, Жан Леон Жером Феррис

Ро́берт Мэ́йнард (англ. Robert Maynard; 19 сентября 1684 — 4 января 1751) — лейтенант, впоследствии капитан Королевского флота Великобритании, а также первый лейтенант HMS Pearl. Мэйнард стал известен в западном мире после сокрушительной победы над легендарным пиратом Чёрной Бородой. В память об этом событии проходит несколько празднований в британских ВМС и Вирджинии.

## Сражение
От губернатора Вирджинии Александра Спотсвуда Мэйнард получил команду и два шлюпа — «Рейнджер» и «Джейн».
19 ноября 1718 года они вышли из доков в Хэмптоне. Через несколько дней, а именно 22 ноября, шлюпы догнали Чёрную Бороду у Окракок (Северная Каролина) и приготовились к бою. В то время большинство пиратов Чёрной Бороды были на берегу, сам пират находился на одном из своих шлюпов Adventure и был пьян. Команда Мэйнарда превосходила пиратов 3 к 1, но Мэйнард, желая заманить великого пирата в ловушку, приказал спрятать большинство своих солдат под палубой. Чёрная Борода, рассчитывая на лёгкую добычу, пошёл в наступление и взял на абордаж тот корабль, на котором находился Мэйнард. Сразу после этого остальные матросы появились из укрытий.
Завязалась схватка. Во время битвы лейтенант и Борода схлестнулись в поединке. Первым делом Мэйнард в упор выстрелил в противника и попал. Но это не остановило Чёрную Бороду, он схватил саблю Мэйнарда и начал ломать её. Наконец один из матросов запрыгнул ему на спину и нанёс пирату глубокую рану саблей. Но Чёрная Борода всё ещё был в состоянии вести бой. Впоследствии, получив ещё более 25 сабельных ран, Борода упал мёртвым. Мэйнард собственноручно отрубил ему голову, привязал её к бушприту корабля Чёрной Бороды и приказал взять курс обратно на Вирджинию. В Вирджинии голову Чёрной Бороды привязали к видному месту в устье реки для устрашения пиратов.

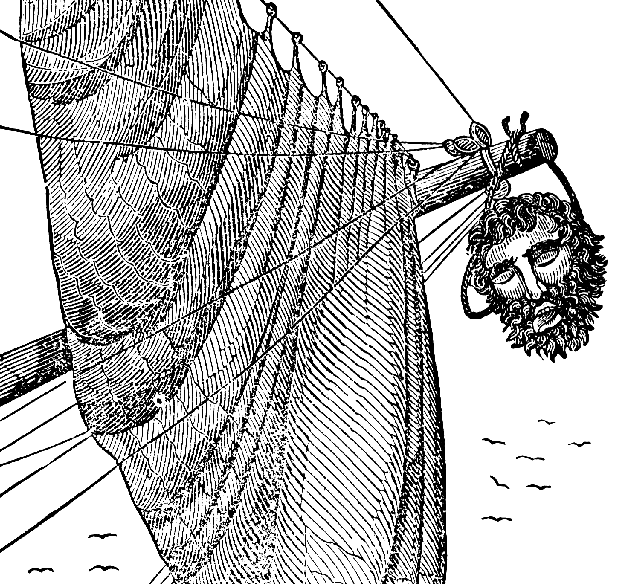
Отрубленная голова Чёрной Бороды

## Память о победе над Чёрной Бородой
Это событие до сих пор празднуется преемниками лейтенанта Мэйнарда — нынешним экипажем HMS «Рейнджер». Поражение Чёрной Бороды отмечается каждый год где-то в районе 22 ноября.
Город Хэмптон, из которого отплыл когда-то Мэйнард, также празднует его победу, считая её частью своей культуры и истории. Ежегодно в июне на «Фестивале Чёрной Бороды» разыгрывается бой между Робертом Мэйнардом и Чёрной Бородой.
Место захоронения Капитана Мэйнарда находится в погосте Грейт Монгехэм недалеко от графства Кент на юго-востоке Англии. Это место было куплено за £2000.